# Palácio do Jenipapo
O Palácio do Jenipapo é um edifício público localizado em Campo Maior, no Piauí, no Brasil. É a sede da Câmara Municipal de Campo Maior e fica localizado na Praça Bona Primo.

## Histórico
Foi construído no fim da última década do século XIX para sedear a Casa do Conselho Municipal, equivalente hoje a uma Câmara municipal. Reginaldo Lima assim escreve:"Em 7 de outubro de 1897 foi lavrado o termo e colocada a primeira pedra da construção da casa do Conselho Municipal" (1995. p. 138).
Após a  década de 1930 aos anos 1980 as instalações funcionaram como Fórum da Justiça, Delegacia de Polícia, uma escola ginasial e  o Campo maior Clube.

### Restauração
Em 1994 foi restaurado e lhe sendo acrescido uma estrutura predial com andar superior em arquitetura modernista com arcos romanos externos e oficializado a denominação de Palácio do Jenipapo em homenagen a guerra da Batalha do Jenipapo uma das guerras pela independência do Brasil. Foi inaugurado no dia 26 de dezembro de 1994.